# Fausse patte
Pour l’article homonyme, voir Fausse patte (boxe).

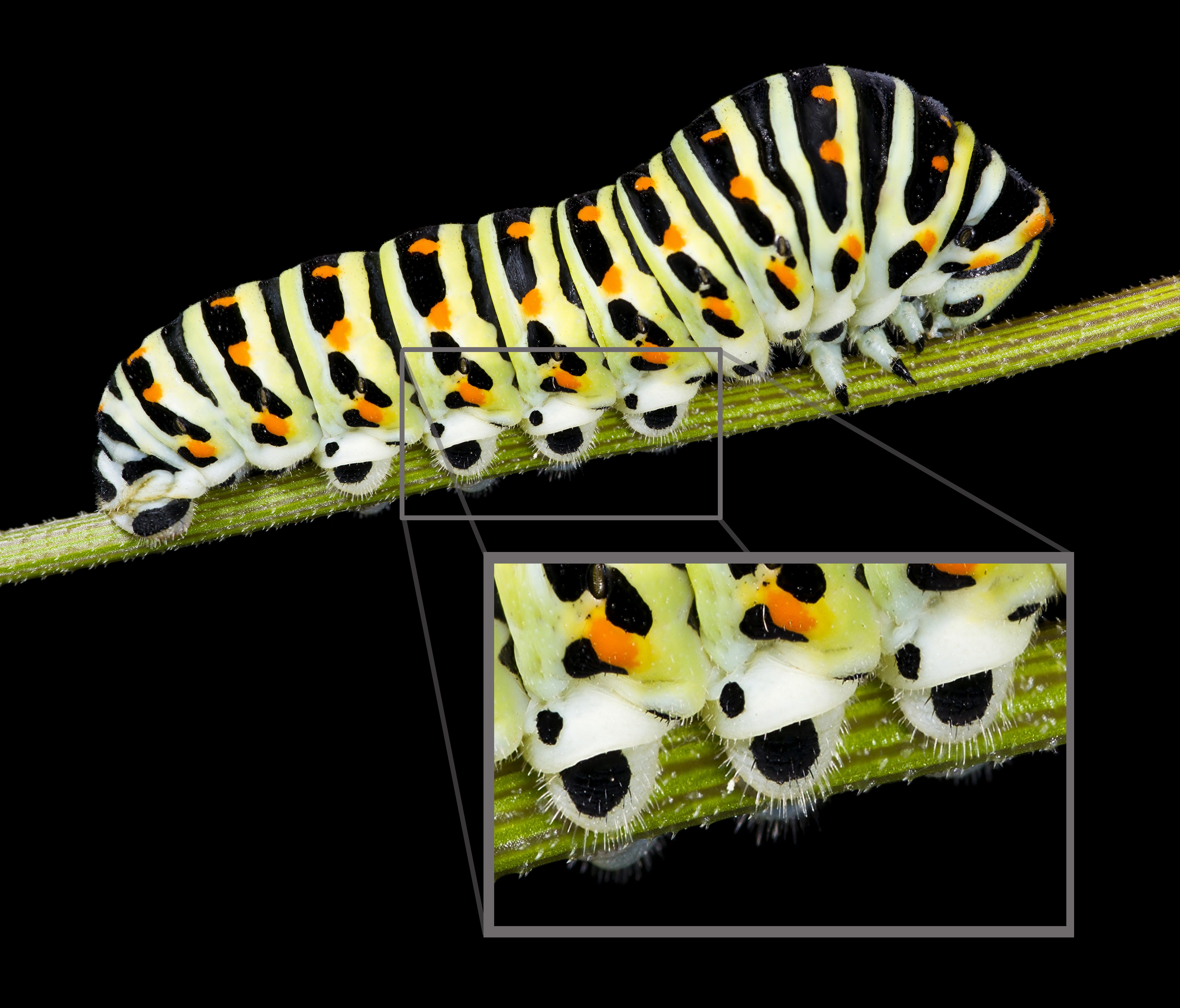
Fausses pattes chez la chenille du Grand porte queue (Papilio machaon)

Les fausses pattes, chez les insectes, sont de petites excroissances charnues sous l'abdomen de la plupart des chenilles des lépidoptères (papillons) et des symphytes, ainsi que chez certains diptères. Ce ne sont pas des pattes à proprement parler car elles ne sont pas segmentées et ne sont pas originaires du thorax. Elles portent généralement des crochets sclérotisés disposés en bande ou en cercle.